# 0782
0782 è il prefisso telefonico del distretto di Lanusei, appartenente al compartimento di Cagliari.
Il distretto comprende la zona dell'Ogliastra in provincia di Nuoro e alcuni comuni delle province del Sud Sardegna e di Oristano. Confina con i distretti di Cagliari (070) a sud, di Oristano (0783) a ovest e di Nuoro (0784) a nord.

## Aree locali e comuni
Il distretto di Lanusei comprende 37 comuni inclusi nell'unica area locale di Lanusei (ex settori di Isili, Lanusei, Seui e Tortolì). I comuni compresi nel distretto sono: Arzana, Bari Sardo, Baunei, Cardedu, Elini, Escolca (SU), Esterzili (SU), Gairo, Genoni (SU), Gergei (SU), Girasole, Ilbono, Isili (SU), Jerzu, Laconi (OR), Lanusei, Loceri, Lotzorai, Nuragus (SU), Nurallao (SU), Nurri (SU), Orroli (SU), Osini, Perdasdefogu, Sadali (SU), Serri (SU), Seui, Seulo (SU), Talana, Tertenia, Tortolì, Triei, Ulassai, Urzulei, Ussassai, Villagrande Strisaili e Villanova Tulo (SU) .